# Abbotts Point
Abbotts Point – przylądek (point) w kanadyjskiej prowincji Nowa Szkocja, w hrabstwie Shelburne, na wschodnim wybrzeżu wyspy Cape Negro Island (43°30′50″N, 65°20′32″W); nazwa urzędowo zatwierdzona 27 sierpnia 1975.